# 박희영 (1985년)
박희영(1985년 6월 11일 ~ )은 대한민국의 전직 여자 축구 선수로 선수 시절 포지션은 공격수였으며 2010년 아시안 게임 동메달리스트이다.

## 어린 시절
1985년 6월 11일 강원도 태백시에서 태어나 통리초등학교 시절 조기 축구회에서 활동하던 남자 선수들과 함께 축구를 즐겼지만 초등학교 5학년 때 암 투병 중이던 어머니가 사망한 뒤 강릉 하슬라중학교 2학년 때는 아버지마저 지병으로 사망하는 아픔을 경험하기도 했다.

## 구단 경력
그 후 강일여자고등학교, 대구 영진전문대학교를 졸업한 후 2005년 이천 대교에 입단하여 2009년 독일 프라우엔-분데스리가의 SC 07 바트노이에나어(2013년 해체)로 임대 이적했고 2010년 이천 대교로 복귀 후 2011년 WK리그 우승의 주역으로 맹활약했다.
이후 2012년 FA 신분으로 화천 KSPO의 유니폼으로 갈아입은 뒤 2016 시즌까지 5시즌간 활동했고 특히 2012년 WK리그에서 화천 KSPO의 창단 첫 플레이오프 진출을 이끌었으며 2016 시즌 후 은퇴를 선언했다.

## 국가대표팀 경력
U-20 여자 대표팀 시절 2004년 AFC U-19 여자 챔피언십에서 대한민국의 첫 우승을 견인했고 같은 해 태국에서 열린 2004년 FIFA U-19 세계 여자 축구 선수권 대회에도 참가하여 러시아와의 C조 조별리그 최종전에서 후반 10분 팀의 2번째 골을 터뜨리며 FIFA U-20 여자 월드컵 사상 첫 승에 일조했다.
이후 이듬해 8월 1일 홈에서 열린 중국과의 2005년 동아시아 여자 축구 선수권 대회 결승 리그 1차전을 통해 대한민국 여자 A대표팀에서의 첫 경기를 치러 팀의 2-0 승리에 일조했고 이를 기반으로 대한민국 여자 대표팀은 EAFF E-1 풋볼 챔피언십 여자부 초대 챔피언에 등극했다.
그리고 2번의 AFC 여자 아시안컵 본선(2008, 2010)에 출전하여 팀은 비록 두 대회에서 모두 조별리그 탈락의 고배를 마셨으나 일본과의 2008년 AFC 여자 아시안컵 본선 B조 조별리그 1차전에서 멀티골을 터뜨리며 팀의 3-1 승리의 일등공신이 되었으며 2008년 동아시아 여자 축구 선수권 대회에서도 2골을 터뜨리며 분전했지만 이 대회에서는 팀의 3전 전패를 막지 못했다.
그 후 2010년 아시안 게임에서는 베트남을 상대로 2골(A조 조별리그 1차전), 중국을 상대로 1골(동메달 결정전)을 터뜨리며 대한민국 여자 대표팀 역사상 첫 아시안 게임 메달 획득을 이끌었으며 2013년 국제 A매치 통산 55경기 22골의 기록을 남기고 8년간의 국가대표팀 선수 생활을 마무리했다.

## 수상

### 클럽
이천 대교
- WK리그 : 우승 (2011)

화천 KSPO
- WK리그 : 3위 (2012)

### 국가대표팀
대한민국 U-20 여자
- AFC U-20 여자 아시안컵 : 우승 (2004)

 대한민국 (여자)
- EAFF E-1 풋볼 챔피언십 : 우승 (2005)
- 아시안 게임 : 동메달 (2010)